# Cercle arctique

Carte du Globe indiquant le cercle arctique en rouge.

Le cercle arctique est, dans l'hémisphère nord, la latitude la plus au sud sur laquelle il est possible d'observer le soleil de minuit au moins un jour dans l'année. Il est situé à 66° 33' 42" N. Sa position précise est déterminée en fonction de l'inclinaison de la Terre, et se déplace vers le nord d'environ 14,3 m par an.
Il est l'un des cinq parallèles principaux indiqués sur les cartes terrestres.

## Caractéristiques

Carte de l'Arctique avec le cercle arctique en tirets bleus.

Dans l'hémisphère nord, le cercle arctique marque la limite sud des régions où, au moins un jour dans l'année, le soleil ne se couche pas (jour polaire) ou ne se lève pas (nuit polaire). Au niveau du cercle arctique, le jour polaire est uniquement observé au solstice d'été, le 20 ou 21 juin, et la nuit polaire au solstice d'hiver, le 20 ou 21 décembre,. Le nombre de jours et de nuits polaires annuels augmente à mesure que l'on se rapproche du pôle Nord, où ces périodes atteignent six mois. À raison de 44,404 km par degré le cercle polaire a une circonférence totale de 15 985 km.
Lors d'une nuit polaire, en raison de la réfraction des rayons lumineux par l'atmosphère terrestre, le soleil peut toutefois être aperçu un peu au nord du cercle polaire. Inversement, une partie du Soleil de minuit peut être perçu la nuit du solstice de juin jusqu'à 50′ (93 km)[réf. souhaitée] au sud du cercle arctique.

## Position

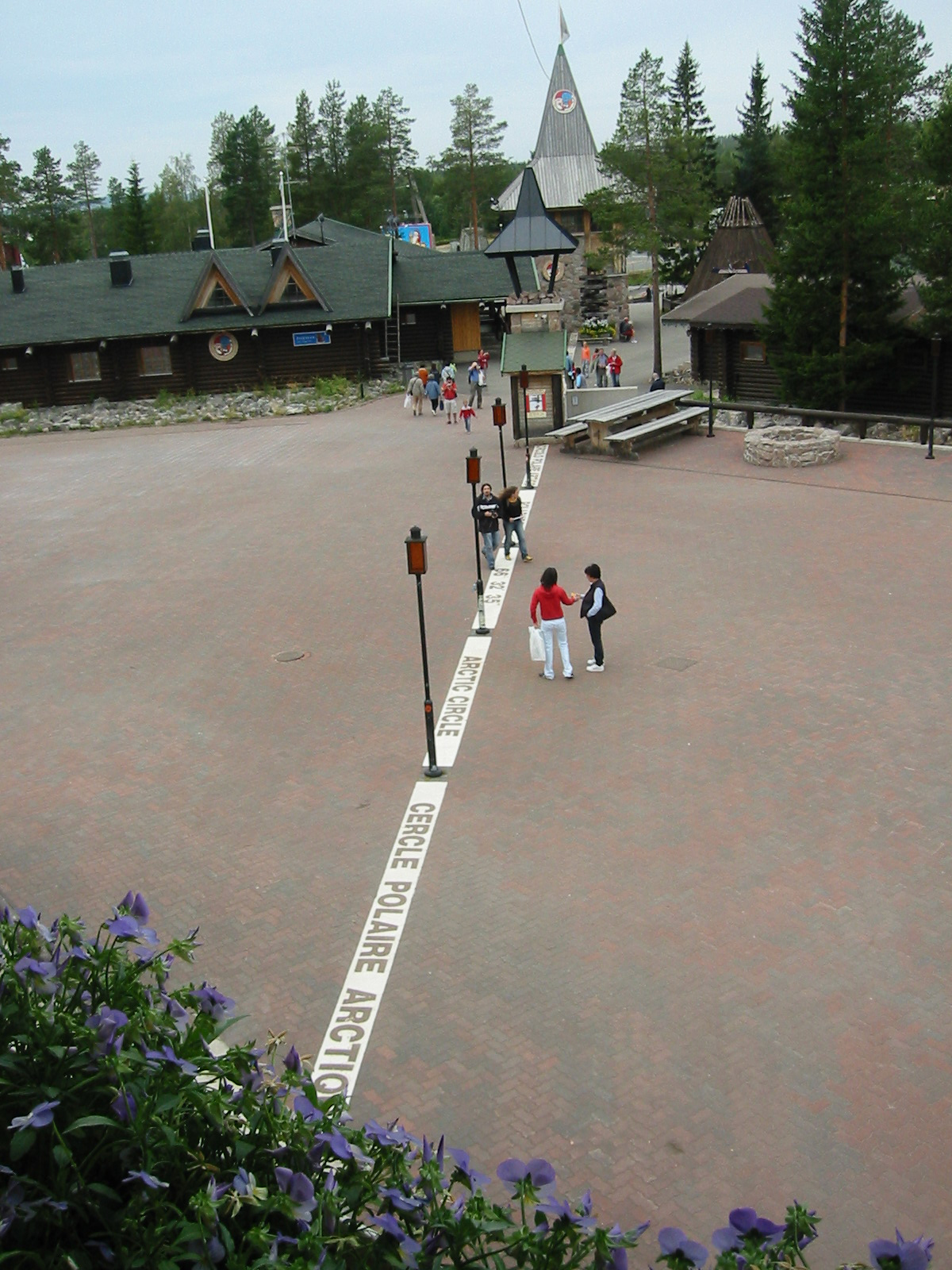
La frontière du cercle polaire arctique au Village du Père Noël à Rovaniemi, Finlande.

Le cercle arctique est un parallèle de l'hémisphère nord, dont la position approximative est de 66° 34'. Son équivalent dans l'hémisphère sud est le cercle antarctique.
Sa position exacte est déterminée par l'inclinaison de l'axe de rotation de la Terre par rapport à l'écliptique. Il s'agit au 1er janvier 2025, 0 h TU, du parallèle de latitude nord 66° 33′ 41,751″ (soit 66,56159752°), selon la formule de long terme de Jacques Laskar et en tenant compte de la nutation en obliquité de +8,504″ à 0 h TU à cette même date. A noter, toutefois, que le modèle astronomique P03, plus précis et adopté en 2006 par l'IAU, donne, pour cette même date, une position légèrement différente, à savoir 66° 33' 41,800" (soit 66,56161110°), toujours en tenant compte de la même valeur de la nutation en obliquité de +8,504". 
L'angle d'inclinaison de la Terre n'est pas constant et suit des cycles de périodes diverses. Au 1er janvier 2025, l'inclinaison moyenne aura diminué d'environ 0,469327″ (as, seconde d’arc) par rapport au 1er janvier 2024, soit 1,282 mas (milliseconde d‘arc) par jour, provoquant ainsi le déplacement du cercle arctique vers le nord, en moyenne, d'environ 14,54 m (selon la formule de Vincenty), soit 3,97 cm par jour (le parallèle passant, sans la prise en compte de la nutation, de 66° 33' 49,834166" au 1er janvier 2024 à 66° 33' 50,303493" au 1er janvier 2025).

## Régions traversées

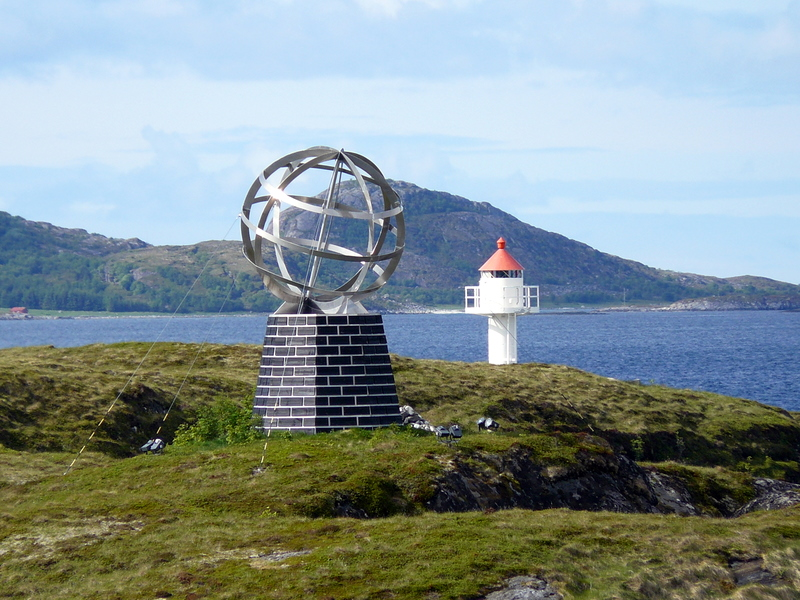
Le signe marquant le cercle polaire arctique sur l'îlot de Vikingen en Norvège.

Le cercle arctique traverse les mers et pays suivants, en partant de 0° de longitude et en se dirigeant vers l'est :
- Mer de Norvège (océan Arctique)
- Norvège
  - Comté de Nordland. Avant de toucher le continent européen, le cercle arctique traverse plusieurs îles au large de la côte norvégienne, dont Sørnesøya, Storselsøy (no) et Rangsundøya.
- Suède : 
  - Comté de Norrbotten
- Finlande : 
  - Région de Laponie. Le cercle traverse l'aéroport de Rovaniemi.
- Russie :
  - République de Carélie
  - Oblast de Mourmansk ainsi que la mer Blanche (dont le golfe de Kandalakcha)
  - Oblast d'Arkhangelsk (coupe le cap Voronov et traverse ensuite la baie de Mezen (mer Blanche)
  - Nénétsie (District autonome)
  - République des Komis
  - Iamalo-Nénétsie (District autonome) et la mer de Kara (dont le golfe de l'Ob)
  - Kraï de Krasnoïarsk
  - République de Sakha
  - Tchoukotka (District autonome)
- Mer des Tchouktches (océan  Arctique) (le cercle polaire en est la limite sud)
- Mer de Béring (océan Pacifique) (le cercle polaire en est la limite nord)
- États-Unis
  -  Alaska
- Canada :
  -  Yukon
  -  Territoires du Nord-Ouest. Traverse le Grand Lac de l'Ours
  -  Nunavut (dont le bassin de Foxe et l'île de Baffin)
- Détroit de Davis (océan Arctique)
- Danemark :  Groenland
  - Commune de Qeqqata
  - Commune de Sermersooq
- Mer du Groenland, (océan Arctique)
- Islande : 
  - Comté d'Eyjafjarðarsýsla (uniquement le nord de l'île de Grímsey, point le plus au nord du pays)
- Mer du Groenland (océan Arctique)
- Mer de Norvège (océan Arctique).

Globalement, les territoires situés plus au nord que le cercle arctique sont peu habités. Les plus grandes villes, d'après les données de 2015, sont Mourmansk (305 000 habitants), Norilsk (176 000 habitants) et Tromsø (72 000 habitants), en Russie pour les deux premières et en Norvège pour la troisième. Vorkouta en Russie possède 60 000 habitants. Rovaniemi en Finlande est située principalement au sud du cercle arctique et possède un peu plus de 65 000 habitants.